# Łódka starego Jacka: Opowieści z wodnego oczka
Łódka starego Jacka: Opowieści z wodnego oczka (ang. Old Jack's Boat: Rockpool Tales) – brytyjski serial animowany, w Polsce emitowany na kanale CBeebies od 2016 roku.

## Fabuła
Bernard Cribbins powraca w roli uroczego, starego rybaka Jacka, mieszkającego w małej wiosce na wybrzeżu hrabstwa North Yorkshire wraz z wiernym psem o imieniu Salty. Tym razem Jack wspomina dzieciństwo i wspólne zabawy na plaży w towarzystwie dwojga przyjaciół. W tej serii Jack opowiada o czasach, kiedy on i Mała Żeglarka Sue tańczyli na piasku z własnymi cieniami, a Mały Ernie przyniósł na plażę przygotowany w domu płyn do puszczania baniek. Jack wspomina także, jak znalazł klakson od starego samochodu i jak dźwięk tego klaksonu towarzyszył mu na plaży w czasie zabaw z Sue i Erniem. W tej serii zobaczymy także różne kolorowe morskie stworzenia, takie jak Ślimak Sylwek, Rozgwiazda Salcia czy Krab Serwus. Opowieściom starego Jacka jak zwykle towarzyszą sceny z udziałem aktorów i animacje, dzięki którym postacie bohaterów stają się żywe i dynamiczne.

## Obsada
- Bernard Cribbins – Stary Jack
- Harvey Chaisty – Mały Jack
- Coral Mason – Mała Żeglarka Sue
- Archie Hawkyard – Mały Ernie
- Paul Hawkyard – Ernie Starboard (dorosły Ernie)[2]